# Poua de la Sorralta
La Poua de la Sorralta és un pou de gel del municipi de les Masies de Roda (Osona) inclòs en l'Inventari del Patrimoni Arquitectònic de Catalunya.

## Descripció
És una construcció d'estructura cilíndrica semi-subterrània construïda amb pedra seca, com la majoria de poues. Les seves dimensions són de 6 metres de diàmetre per 5,5 metres de fondària, mes 2,6 metres fins a la clau de la cúpula semi-esfèrica que la cobreix. Disposa d'una sola entrada situada a l'oest d'1,4 metres d'alçada per 1 metre d'amplada. Com en la majoria de les poues.Aquesta obertura dona al camí i a la part oposada hi ha la riera d'on treien el glaç.

## Història
Els pous del gel, es construïren i obtingueren la seva major rendibilitat en el decurs dels segles XVII, XVIII i part del XIX quan la fabricació o comercialització del gel representava una bona font d'ingressos. No obstant, durant la primera meitat del segle XX alguns pous continuaren funcionant, malgrat que l'aparició del gel artificial amb l'arribada de l'electricitat i els transports moderns fessin desaparèixer aquest tipus d'indústria. Els últims pous en funcionament ja no comercialitzaven amb els hospitals, mercats... de Barcelona, sinó que eren d'ús propi.
Les condicions necessàries per a la construcció d'un pou de glaç, són la proximitat a les vies d comunicació, amb llocs de consum no gaire allunyats i la seva instal·lació en llocs de fortes glaçades i bones aigües. El gel es recollia a l'hivern a les basses o rieres properes al pou. Es tallava en blocs i s'emmagatzemava per capes recobertes de palla, vegetació i gel trossejat dins les poues fins que a l'estiu, segons la demanda, s'anava extraient i transportant dins de sàrries també cobertes de palla i boll.